# Eberhard Hopf

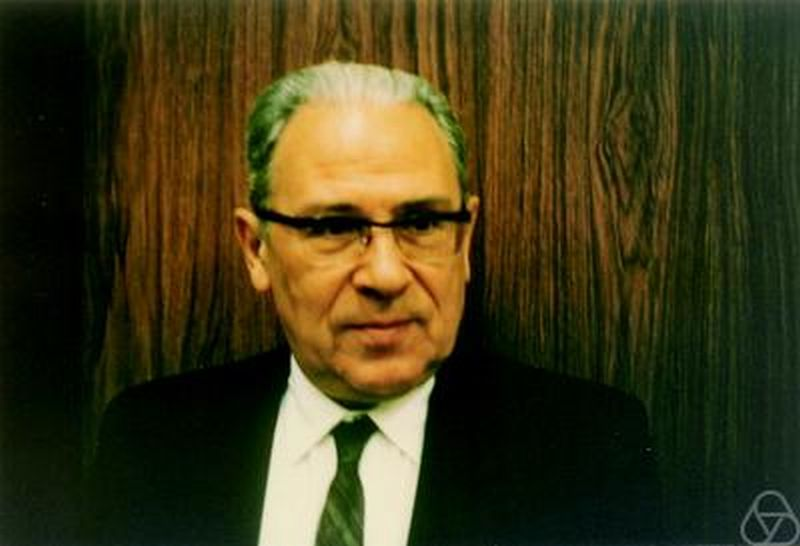
Eberhard Hopf 1970

Eberhard Frederich Ferdinand Hopf (* 4. April 1902 in Salzburg; † 24. Juli 1983 in Bloomington (Indiana)) war ein deutschamerikanischer Mathematiker, der bedeutende Beiträge zu vielen Bereichen der Analysis und insbesondere der Ergodentheorie lieferte.

## Leben
Eberhard Hopf wurde als Sohn des deutschen Kaufmanns und Schokoladenfabrikanten Friedrich Hopf in Salzburg, Österreich geboren. Er erhielt sein Abitur 1920 am Gymnasium zu Berlin-Friedenau, begann das Studium in Mathematik und Physik an der Universität Berlin und studierte 1924 ein Semester in den gleichen Fächern an der Universität Tübingen. Er promovierte 1926 (Prüfung Juli 1925) bei Erhard Schmidt und Issai Schur (2. Gutachter) und habilitierte sich 1929 an der Universität Berlin in mathematischer Astronomie und war dort Privatdozent. 1926 bis 1930 war er am Astronomischen Recheninstitut in Berlin-Dahlem. 1927 hatte er das Maximumprinzip für elliptische Differentialgleichungen zweiter Ordnung bewiesen. 1929 heiratete er Ilse Wolf, Tochter des Musikwissenschaftlers Johannes Wolf. Mit ihr hatte er eine Tochter Barbara (* 1936).
1930 wurde Hopf Stipendiat der Rockefeller-Stiftung, was ihm einen Aufenthalt an der Harvard University bei George David Birkhoff und an der Universität Cambridge bis 1932 ermöglichte, wo er sich insbesondere mit Ergodentheorie befasste. Insbesondere die Publikation On time average theorem in dynamics wird von vielen als das erste gut verständliche Werk in moderner Ergodentheorie angesehen. Ein weiterer wichtiger Beitrag aus dieser Zeit ist die Wiener-Hopf-Gleichung, die er in Zusammenarbeit mit Norbert Wiener entwickelte; diese stellt eine Integralgleichung dar, die zum Beispiel in der Theorie des Strahlungsgleichgewichts von Sternatmosphären auftritt (ein Thema mit dem sich Hopf befasste) und wird in einer diskreten Variante (Wiener-Filter) seit etwa den 1960ern extensiv in der Nachrichtentechnik und Geophysik genutzt.
Mit der Unterstützung von Norbert Wiener wurde Hopf 1931 Assistenzprofessor (Assistant Professor) an der mathematischen Fakultät des Massachusetts Institute of Technology. Auch hier widmete er sich hauptsächlich der Ergodentheorie. Er zeichnete sich in dieser Zeit schon durch seine Begabung aus, komplexe Sachverhalte für Kollegen und Fachfremde leicht verständlich zu erklären.
Er kehrte im Jahr 1936 mit seiner Familie nach Deutschland zurück, als ihm die Nachfolge von Leon Lichtenstein außerordentlicher Professor an der Universität Leipzig angeboten wurde, wo er 1936 bis 1944 Professor war. In dieser Zeit stellte er auch das Buch Ergodentheorie fertig, welches auf 81 Seiten eine prägnante Darstellung des Themas bietet. Aufgrund des Zweiten Weltkrieges wurde er 1942 zur Arbeit an der Deutschen Forschungsanstalt für Segelflug (Luftfahrt Forschungsinstitut in Ainring) verpflichtet, die mit kriegswichtigen Entwicklungen für die Luftwaffe beauftragt war. Auf Betreiben von Oskar Perron erhielt er 1944 jedoch eine Professur an der Universität München als Nachfolger von Constantin Carathéodory, die er bis 1949 innehatte. 1942 erschien seine Arbeit über die nach ihm benannte, aber bis auf Henri Poincaré zurückgehende Hopf-Bifurkation, das Auftreten periodischer Lösungen bei einem stationären Zustand einer Evolutionsgleichung bei bestimmten kritischen Parameterwerten.
Auf Einladung von Richard Courant begab er sich 1947 wieder in die Vereinigten Staaten (nach eigenen Worten als Paper Clip Wissenschaftler), wo er 1947/1948 Gastprofessor an der New York University (Courant Institute) war. Er blieb in den USA, weil er dort mehr Zeit zur Forschung hatte, nahm 1949 die US-Staatsbürgerschaft an und arbeitete ab 1948 an der Indiana University als Professor, wo ihn die Zusammenarbeit mit Clifford Truesdell interessierte, er ab 1962 eine Forschungsprofessur hatte und wo er bis zu seiner Pensionierung 1972 blieb.
Seine Resultate zur Regularität und Analytizität der Lösungen elliptischer partieller Differentialgleichungen in den 1920er und 1930er Jahren fanden als klassische Resultate Eingang in Lehrbücher. Mit dem nach ihm benannten Hopf’sche Maximal-Ergodenlemma gelang es ihm 1954 den individuellen Ergodensatz auf Markoffsche Operatoren auszudehnen. In Zusammenhang mit der Ergodentheorie studierte er auch das Verhalten der geodätischen Kurven auf Flächen negativer Krümmung. Hopf leistete wichtige Beiträge zur Lösung der Navier-Stokes-Gleichungen der Hydrodynamik in zwei Dimensionen. 1948 gab er erstmals ein Modell einer zähen Flüssigkeit an mit turbulenten Lösungen. 1950 untersuchte er anhand der Burgersgleichung die mathematischen Grundlagen von Stoßwellen.

## Auszeichnungen und Mitgliedschaften
Hopf wurde 1971 von der American Mathematical Society als Gibbs Lecturer ausgezeichnet. 1981 erhielt er den Leroy P. Steele Prize der American Mathematical Society.
1939 wurde er einer der Herausgeber der Grundlehren der mathematischen Wissenschaften und 1952 bis 1983 war er Herausgeber des Journal of Rational Mechanics and Analysis.
1938 wurde er zum Mitglied der Sächsischen Akademie der Wissenschaften gewählt und 1945 der Bayerischen Akademie der Wissenschaften, in der er 1947 ordentliches und nach dem Weggang in die USA 1949 korrespondierendes Mitglied wurde.

## Schriften
Bücher:
- Ergodentheorie. Springer Verlag (Ergebnisse der Mathematik und ihrer Grenzgebiete), 1937, Reprint 1970
- Mathematical problems of radiation equilibrium, Cambridge University Press 1934, Archive

Aufsätze (Auswahl), außer die in den Fußnoten zitierten Aufsätze:
- Zum analytischen Charakter der Lösungen regulärer zweidimensionaler Variationsprobleme, Mathematische Zeitschrift, Band 30, 1929, S. 404–413.
- Über den funktionalen, insbesondere den analytischen Charakter der Lösungen elliptischer partieller Differentialgleichungen zweiter Ordnung, Mathematische Zeitschrift, Band 34, 1931, S. 193–233.
- Complete Transitivity and the Ergodic Principle, Proc. Nat. Acad. Sci., Band 18, 1932, S. 204–209.
- Proof of Gibbs Hypothesis on Statistical Equilibrium, Proc. Nat. Acad. Sci., Band 18, 1932, S. 333–340.
- On Causality, Statistics and Probability, J. Math. Phys., Band 13, 1934, S. 51–102.
- Statistik der geodätischen Linien in Mannigfaltigkeiten negativer Krümmung, Abh. Sächs. Akad. Wiss. Leipzig,  Band 91, 1939, S. 261–304.
- Statistik der Lösungen geodätischer Probleme vom unstabilen Typus, Teil II., Mathematische Annalen, Band 117, 1940, S. 590–608.
- Closed surfaces without conjugate points, Proc. Nat. Acad. Sci., Band 34, 1948, S. 47–51.
- On S. Bernstein’s theorem on surfaces z(x,y) of nonpositive curvature, Proc. Am. Math. Soc., Band 1, 1950, S. 80–85.
- Über die Anfangswertaufgabe für die hydrodynamischen Grundgleichungen, Math. Nachrichten, Band 4, 1951, S. 213–231.
- Statistical Hydromechanics and Functional Calculus, J. Rational Mechanics and Analysis, Band 1, 1952, S. 87–123.
- Some topics of ergodic theory, C.I.M.E. Rom 1960, S. 1–64.
- An inequality for positive linear integral operators, J. Math. & Mech., Band 12, 1963, S. 683–692.
- Ergodic theory and the geodesic flow on surfaces of constant negative curvature, Bulletin Am. Math. Soc., Band 17, 1971, S. 863–877 (Gibbs Lecture 1971)

Sammlungen von Schriften finden sich u. a. in:
- Eine Reihe von Schriften sind über das Göttinger Digitalisierungszentrum online verfügbar.
- Cathleen Synge Morawetz, James Serrin, Yakov Sinai: Selected Works of Eberhard Hopf with Commentaries. Oxford University Press, 2003, ISBN 0-8218-2077-X.